# Museo de la Policía de Hong Kong
El Museo de la Policía de Hong Kong o simplemente Museo de la Policía (en chino: 警隊博物館, en inglés: Hong Kong Police Museum) está ubicado en la antigua estación policial de Wan Chai Gap, que se encuentra en la 27 de la Carretera Coombe, en la Región administrativa especial de Hong Kong al sur de China. Cerca de 700 exposiciones se muestran en el museo.
El Museo de la Policía fue precursor de la Comisión de la Policía de registros históricos que se formó en 1964. La Comisión recogió un número significativo de artefactos relacionados con la historia de la Fuerza de Policía de Hong Kong y propuso la fundación de un museo para exhibirlos.
El Museo de la Policía se encontraba originalmente en la Jefatura de Policía, que se inició en forma limitada en 1976 y más tarde se trasladó al Edificio Comercial Tai Sang en Wan Chai, y se trasladó a la antigua estación Wan Chai Gap en 1988.